# Île de la Chênaie
L'île de la Chênaie (également île de la Chesnaie) est une île sur la Loire, en France.
L'île est situé au milieu du fleuve, sur le territoire de la commune de Saint-Julien-de-Concelles en Loire-Atlantique. Elle longe sur sa rive nord, la commune de Thouaré-sur-Loire. Elle mesure 3 km de long et 600 m de large, pour une superficie de 99 ha.
L'île est séparée de la rive nord par le bras de Thouaré large d'environ 160 mètres et de la rive sud par le bras principal de la Loire large d'environ 210 mètres.
L'île est habitée : la partie amont est occupée par un centre équestre, « Les Écuries du Haut Bois », tandis  qu'une ferme occupe la partie aval. Elle est reliée aux deux rives du fleuve par les ponts de Thouaré qui prennent appui sur sa pointe est et supportent la route départementale no 37.